# Дани шљиве
Дани шљиве, водећа туристичко привредна манифестација која се одржава у Блацу и Топличком округу. Дани шљиве одржава се од 2002. године, сваке године предзадњи викенд у августу. Манифестација траје 3 дана.

## Историјат
Манифестација „Дани шљиве“ у Блацу једна је од 42 манифестације посвећених воћу и поврћу и једна од три манифестације посвећених шљиви у Србији. Одржава се од 2002. године за редом у граду смештеном у широкој Топличкој котлини у подножју Јастрепца, где у условима умерено-континенталне климе постоје добри услови за развој шљиварства, тако да носи епитет традиционалне манифестације. Манифестација „Дани шљиве“ посвећена је најзначајнијем бренду блачког краја и као таква допрноси афирмацији Блаца као недовољно развијеног подручја. Због све веће посећености и значаја посебна пажња мора се посветити организацији манифестације.